# Le Mont-Saint-Adrien
Le Mont-Saint-Adrien é uma comuna francesa na região administrativa de Altos da França, no departamento de Oise. Estende-se por uma área de 7.74 km². Em 2010 a comuna tinha 672 habitantes (densidade: 86,8 hab./km²).